# الملكية في كندا
الملَكية في كندا هي صُلب بنية كندا الفيدرالية الدستورية وديمقراطيتها البرلمانية وفق نظام ويستمنستر. الملكية هي أساس الأفرع التنفيذية (مجلس الملك) والتشريعية (برلمان الملك) والقضائية (مقعد الملك) لكل من السلطات القضائية الإقليمية والفيدرالية. الملك هو تجسيد الدولة الكندية، وهو ملك كندا بموجب قانون دستوري. الملك الكندي الحالي هو الملك تشارلز الثالث، الذي يحكم منذ سبتمبر 2022 خلفاً لوالدته الملكة الراحلة إليزابيث الثانية. الوريث الواضح هو نجل الملك تشارلز الأكبر، ويليام أمير ويلز.
على الرغم من تقاسم 15 دولة مستقلة أخرى ضمن كومنولث الأمم لشخص الملك، تبقى الملَكية في كل بلد منفصلة ومتمايزة قانونًا. ونتيجةً لذلك، يحمل الملك الحالي رسميًا لقب ملك كندا وبصفته هذه يقوم، هو وزوجته، مع أعضاء آخرين من العائلة المالكة الكندية بوظائف عامة وخاصة في الداخل والخارج كممثلين عن كندا. ومع ذلك، الملك هو العضو الوحيد في العائلة المالكة الذي يمتلك دورًا دستوريًا. في حين أن بعض السلطات لا تمارَس إلا من قبل الملك، فإن معظم واجبات الملك التنفيذية والاحتفالية (مثل استدعاء مجلس العموم واعتماد السفراء) يمارسها ممثله، الحاكم العام لكندا. في مقاطعات كندا، يحق للملك أن يكون ممثلًا في كل منها من قبل حاكم ملازم. نظرًا إلى ان الأقاليم تقع تحت الولاية القضائية الفيدرالية، تمتلك كل منها مفوضًا، وليس حاكمًا مساعدًا، يمثل مجلس الملك الفيدرالي مباشرةً.
بالنظر إلى أن كل السلطة التنفيذية مناطة بالملك، فإن الموافقة الملكية مطلوبة للسماح بأن تصبح مشاريع القوانين سارية ولكي يكون لبراءات التمليك والمراسيم الملكية تأثير قانوني. في حين أن سلطة هذه الأعمال تُستمد من الشعب الكندي من خلال الاتفاقيات الدستورية للديمقراطية، تبقى السلطة التنفيذية مناطةً بالملك وهو فقط من يعهد بها إلى الحكومة نيابة عن الشعب. وهذا يؤكد دور الملك في حماية الحقوق والحريات والنظام الديمقراطي لحكومة الكنديين، الأمر الذي يعزز حقيقة أن «الحكومات خدم للشعب وليس العكس». وبالتالي، تكون المشاركة المباشرة للملك ضمن الملكية الدستورية في كندا محدودةً في العادة في أي من مجالات الحكم هذه، ولا يمارس الملك السلطة التنفيذية عادةً إلا بناءًا على مشورة اللجنة التنفيذية لمجلس شورى الملك في كندا، وتنفذ المسؤوليات التشريعية والقضائية الخاصة بالملك إلى حد كبير بواسطة البرلمانيين وكذلك القضاة وقضاة الصلح. وعلى الرغم من ذلك، هناك حالات يكون فيها على الملك أو ممثليه واجب التصرف بشكل مباشر ومستقل بموجب مبدأ الضرورة لمنع الأعمال غير الدستورية. ونتيجةً لذلك، يقوم الملك اليوم بشكل أساسي بدور ضامن للحكم المستمر والمستقر وضمانة غير حزبية ضد إساءة استخدام السلطة. يتصرف الملك بمثابة حارس للسلطات الديمقراطية للتاج وتمثيل «لسلطة الشعب على الحكومة والأحزاب السياسية». 
تُعد كندا واحدة من أقدم الممالك المستمرة في العالم. تأسست في البداية في القرن السادس عشر، تطورت الملكية في كندا من خلال تعاقب مستمر من السيادة الفرنسية والبريطانية إلى السيادة الكندية المستقلة اليوم، التي يشار إلى مؤسستها بالعامية في بعض الأحيان باسم تاج مابلي.

## الجوانب الدولية والمحلية
تتقاسم 15 ملكية أخرى بالتساوي الشخص الذي يشغل منصب الملك الكندي (مجموعة، من بينها كندا، تُعرف بشكل غير رسمي باسم ممالك الكومنولث) في دول كومنولث المكون من 53 عضوًا. يقيم الملك في الغالب في المملكة الأقدم وأكثرها سكانًا، المملكة المتحدة، نواب الملك (الحاكم العام لكندا في المجال الفيدرالي وحاكم ملازم في كل مقاطعة) هم ممثلو الملك في كندا. كان ظهور هذا الترتيب موازيًا لثمار القومية الكندية بعد نهاية الحرب العالمية الأولى وبلغت ذروتها في تمرير قانون ويستمنستر في عام 1931. منذ ذلك الحين، امتلك التاج القومي الشامل طابعًا منفصلًا ومشتركًا: كان دور السيد كملك على كندا مختلفًا عن منصبه\ها كملك في أي دولة أخرى، بما في ذلك المملكة المتحدة. يمكن فقط لوزراء التاج الفيدراليين الكنديين تقديم المشورة للملك في أي وجميع شؤون الدولة الكندية التي يبقى الملك، أثناء تواجده خارج كندا، مواكبًا لها من خلال اتصال اسبوعي مع نائب الملك الاتحادي. وهكذا توقفت الملكية عن كونها مؤسسة بريطانية حصرية وأصبحت كندية في كندا أو مؤسسة «مدجّنة»على الرغم من أنها ما تزال يشار إليها غالبًا على أنها «بريطانية» في اللغة القانونية واللغة المشتركة لأسباب سياسية وتاريخية وإدارية.
يتضح هذا التقسيم من خلال عدد من الطرق: يحمل الملك، على سبيل المثال، لقبًا كنديًا فريدًا ويستخدم هو وأفراد آخرون من العائلة المالكة عند ظهورهم علنًا كممثلين لكندا بشكل خاص، أينما أمكن ذلك، الرموز الكندية، من بينها العلم الوطني للبلاد والرموز الملكية المميزة والزي الرسمي للقوات المسلحة وما شابه ذلك، بالإضافة إلى طائرات القوات الكندية أو المركبات الأخرى التي تمتلكها كندا للسفر. بمجرد الوصول إلى المجال الجوي الكندي، أو الوصول إلى مناسبة كندية تقام في الخارج، يتولى السكرتير الكندي إلى الملك وشرطة الخيالة الكندية الملكية ومسؤولون كنديون آخرون من أي من نظرائهم في الدول الأخرى مسؤولية مرافقة الملك أو فرد آخر من العائلة المالكة. 
وبالمثل، لا يتلقى الملك الأموال إلا من التمويلات الكندية لدعمه في أداء واجباته حين يكون في كندا أو يتصرف كملك كندا في الخارج، لا يدفع الكنديون أية أموال للملك أو لأي فرد آخر من العائلة المالكة، سواء من أجل الدخل الشخصي أو لدعم المساكن الملكية خارج كندا. 

### الخلافة والوصاية على العرش
كما هو الحال في دول الكومنولث الأخرى، الوارث الواضح الحالي للعرش هو الأمير ويليام، الذي يتلوه في خط الوراثة ابنه الأكبر، الأمير جورج.
عند نهاية عهد الملك (وفاة الملك أو تنازله عن العرش)، يخلف وريث الملك الراحل فورًا وبصورة تلقائية، دون أي حاجة لتأكيد أو احتفال إضافي، ومن هنا تبرز عبارة «مات الملك. فليعش الملك». من المعتاد أن يعلن الحاكم العام علنًا عن انضمام الملك الجديد بالنيابة عن مجلس شورى الملك، الذي يلتقي في قاعة ريدو بعد الانضمام. وتلي ذلك فترة حداد مناسبة، تغلَّف خلالها صور العاهل المتوفى مؤخرًا بنسيج أسود ويرتدي العاملون في المنازل الحكومية شاراتٍ سوداء تقليدية. ينص دليل الإجراءات الرسمية لحكومة كنداعلى أن رئيس الوزراء مسؤول عن عقد البرلمان وتقديم قرار بالولاء والتعازي من البرلمان إلى الملك الجديد، وترتيب مناصرة زعيم المعارضة الرسمية لهذا الاقتراح. ثم يَمضي رئيس الوزراء إلى فض البرلمان. تحتفظ هيئة الإذاعة الكندية بخطة محدثة بانتظام لـ«بث ذو أهمية وطنية» للإعلان عن نهاية عهد الملك وتغطية الأحداث التالية، تُلغى خلاله جميع البرامج والإعلانات العادية ويقدم المعلقون المتأهبون الأخبار على مدار 24 ساعة. ويرجح أن يكون يوم الجنازة عطلة رسمية.
يتوج الملك الجديد في المملكة المتحدة وفق طقوس قديمة، إلا أنها ليست طقوسًا ضرورية ليحكم الملك. بموجب قانون التفسير لعام 2005، لا يتأثر أي معيّن حالي للتاج بوفاة الملك، ولا يطلب منهم أداء قسم الولاء مرة أخرى، وتظل جميع الإشارات إلى الملوك في التشريعات، سواء في صيغة المذكر (مثل جلالة الملك) أو في صيغة المؤنث (مثل الملكة)، تعني الملك الحاكم لكندا، بغض النظر عن جنسه\جنسها.
يرى الباحث في الدستور، فيليب لاغاسي، أن الفصل 41 (أ) من القانون الدستوري لعام 1982، والذي يتطلب تعديلًا دستوريًا يمرر بالإجماع من كافة المقاطعات، وبما أن قانون الخلافة على العرش لعام 2013 وأحكام المحاكم التي تدعم القانون تنطبق فقط على «منصب الملك» وليس على كل من يشغل هذا المنصب، فإنه من الممكن إنهاء مبدأ التناسق مع المملكة المتحدة من خلال التعديل العام، أو حتى من خلال البرلمان وحده، بموجب الفصل 44 من القانون الدستوري لعام 1982. 
كان يرى الباحث في الدستور، تيد مكوايني، بأنه من الممكن للحكومة المستقبلية في كندا أن تبدأ عملية التخلص التدريجي من النظام الملكي بعد رحيل الملكة إليزابيث الثانية عن عرشها في نهاية المطاف «بهدوء وبدون ضجة، وببساطة من خلال الفشل الدستوري في إعلان أي خليفة للملكة على كندا»، وكان يدعي بأن ذلك سيكون وسيلة لتجاوز الحاجة إلى تعديل الدستور بإجماع البرلمان الفيدرالي وجميع المجالس التشريعية الإقليمية. مع ذلك، انتقد عميد كلية القانون في جامعة ويسترن أونتاريو، إيان هولواي، اقتراح مكوايني لجهله بإسهامات المقاطعات، ورأى بأن تنفيذ هذا الانسحاب سيكون «مخالفًا للغرض الواضح الذي سعى لتحقيقه أولئك الذين وضعوا نظام حكومتنا». 
في المحاكم، طعن العديد بجوانب معينة من قواعد الإرث. على سبيل المثال، يمنع الكاثوليك، بموجب أحكام وثيقة الحقوق لعام 1689 وقانون التسوية لعام 1701 من تولي العرش، وقد أيدت المحاكم الكندية هذا الحظر مرتين، الأولى في عام 2003، والثانية في عام 2014. 
لا يوجد في كندا أي قانون يسمح بفرض الوصاية على العرش إذا كان الملك قاصرًا أو ضعيفًا؛ إذ لم يمرر أي من مشاريع القوانين هذه في البرلمان الكندي من قبل، وقد أوضحت الحكومات المتعاقبة منذ عام 1937 أن قانون الوصاية في المملكة المتحدة لا ينطبق على كندا، إذ لم يطلب مجلس الوزراء الكندي خلاف ذلك عندما تم تمرير القانون في ذلك العام، ومرة ثانية في عام 1943، وثالثة في عام 1953. يسمح قانون التفويض الملكي لعام 1947 الصادر عن الملك جورج السادس للحاكم العام لكندا بممارسة جميع سلطات الملك تقريبًا في الداخل الكندي، فمن المتوقع أن يستمر نائب الملك بالعمل كممثل شخصي للملك، وليس أي وصي، حتى لو كان الملك طفلًا أو عاجزًا. يقول لاغاسي أن خطاب التفويض الملكي لعام 1947 كُتب لتجنب الحاجة لوضع قانون الوصاية الكندية و«يبدو أنه يمنح الحكام العامين سلطة تعيين خلفائهم» مع أن هذه السلطة لم تستخدم حتى اليوم. 

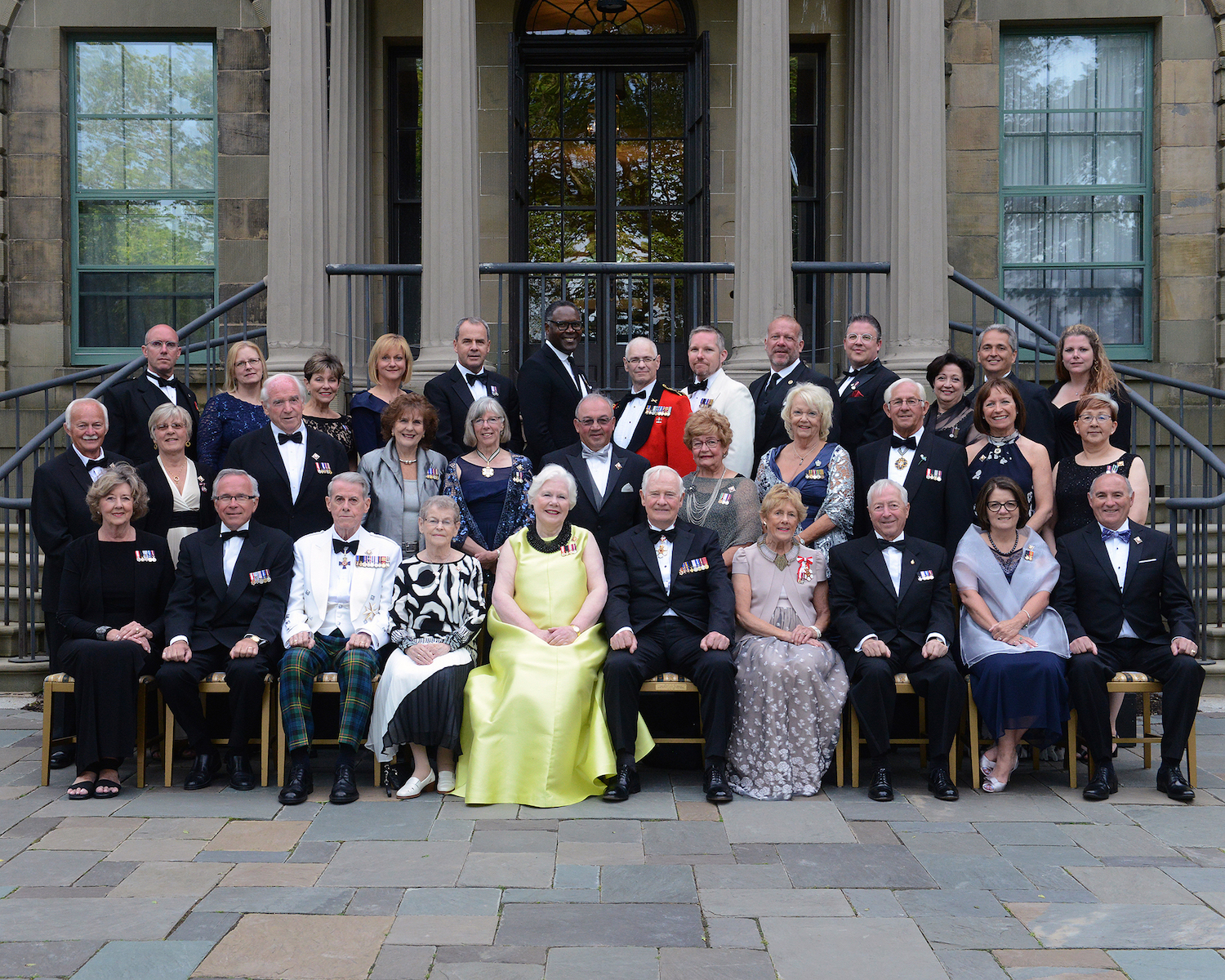
المشاركون في مؤتمر المفوضين الملكيين الإقليميين في عام 2016. يمثل 11 نائب في الصورة الملكية الكندية في ولاياتهم القضائية.

## الجوانب الفيدرالية والإقليمية
تأسست الملكية الكندية في الاتحاد الكونفدرالي، عندما أُعلن أن حكومتها التنفيذية وسلطتها (في المادة 9 من القانون الدستوري لعام 1867) «مستمرة وموكلة للملك». يكون التاج في النظام الملكي الكندي الفيدرالي وحدويًا في جميع الولايات القضائية في البلاد، ويتم الاعتراف بسيادة الإدارات المختلفة من خلال تجاوز التاج الملكي كجزء من العمليات التنفيذية والتشريعية والقضائية في كلا القطاعين الاتحادي والإقليمي، ويكون رأس هرم الدولة جزء من جميع القطاعات بصورة متساوية. وهكذا، يربط التاج الحكومات المختلفة بدولة اتحادية، مع أنه، وفي نفس الوقت، مقسم إلى أحد عشر سلطة قضائية، أو أحد عشر «تاج» -إحداها فيدرالية وعشرة مقاطعات- يعد الملك شخصية اعتبارية في كل منها. لذلك، وعند اقتراح أي تغيير في منصب الملك أو ممثليه في كندا يطلب الدستور موافقة كل من مجلس الشيوخ ومجلس العموم والمجالس التشريعية في جميع المقاطعات. 
عُين الحاكم العام من قبل الملك بناءً على مشورة رئيس وزرائه الاتحادي، فيما عُين حكام الولايات من قبل الحاكم العام بناءً عل مشورة رئيس الوزراء الاتحادي. عُين مفوضو الأراضي الكندية من قبل الحاكم الفيدرالي بناءً على توصيات من وزير الشؤون الهندية والتنمية الشمالية؛ لكن، وبما أن الأقاليم ليست كيانات ذات سيادة، فإن المفوضين ليسوا ممثلين شخصيين عن الملك. تقترح اللجنة الاستشارية لتعيينات نواب الملك، والتي قد تطلب مساهمات من رئيس الوزراء ذي الصلة ومن المجتمع الإقليمي أو المقاطعاتي، أسماء المرشحين لتعيينهم في مناصب الحاكم العام ونائب الحاكم والمفوض. 

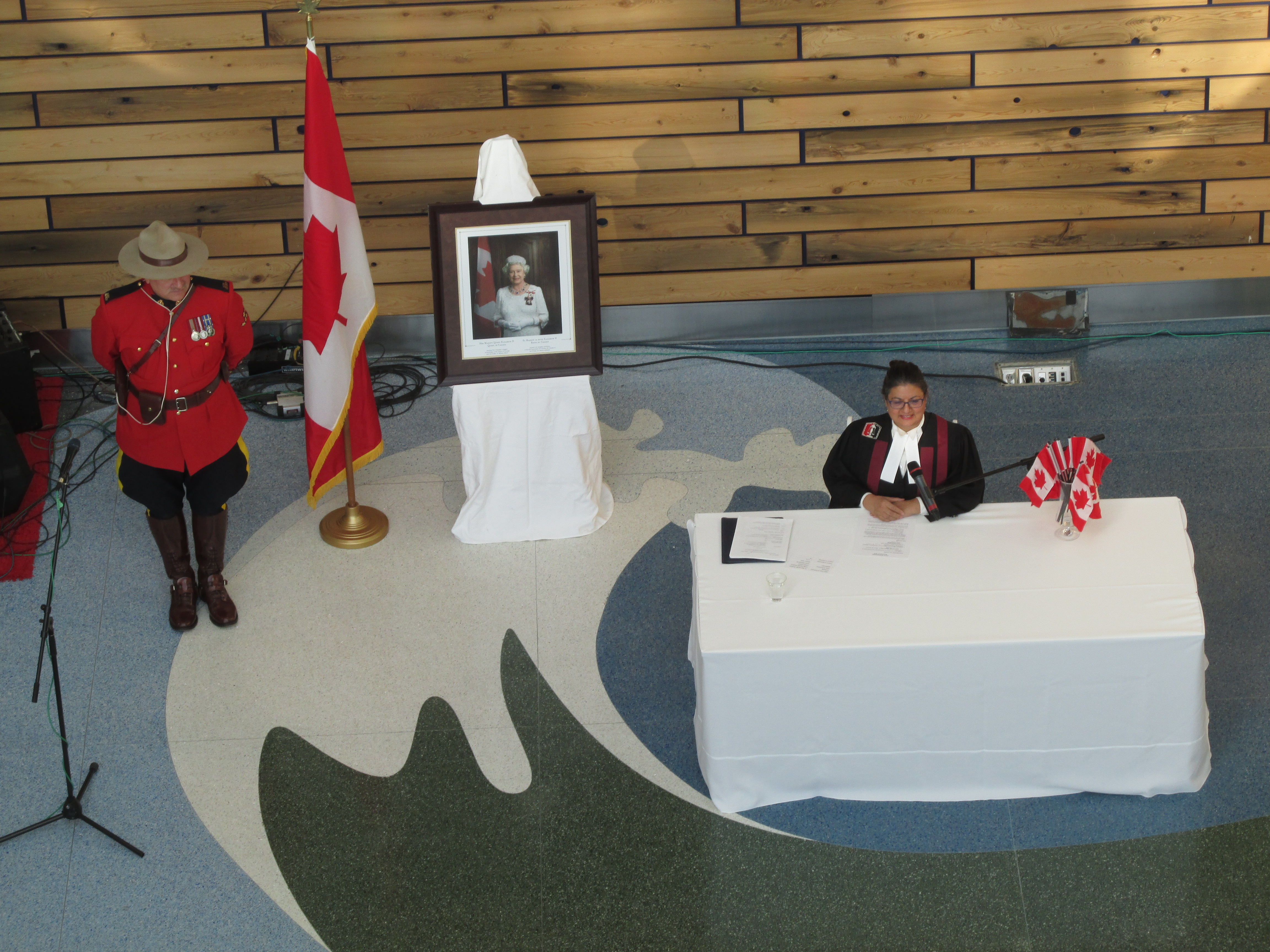
صورة تظهر الختم العظيم لكندا الذي استخدم في عهد الملكة إليزابيث الثانية

## تجسيد الدولة الكندية
يُنظر إلى الملك/الملكة، باعتباره التجسيد الحي للتاج الملكي، على أنه تجسيد للدولة الكندية، وعلى هذا النحو، يتوجب عليه/عليها أن يبقى/تبقى، مع نوابه/نوابها، «محايدًا/محايدة تمامًا من الناحية السياسية». وبالتالي، فإن شخص الملك/الملكة الحاكم/الحاكمة يتمتع بشخصيتين متميزتين تكونان في تعايش دائم: شخص طبيعي المولد، وشخص الملك/الملكة الذي يمنحه له/لها القانون؛ إن التاج والملك/الملكة «قابلان للتقسيم من الناحية المفاهيمية، لكنهما غير قابلين للتفريق من الناحية القانونية، فلا يمكن أن يوجد المنصب بدون صاحب المنصب»، لذا، وحتى في الأماكن الخاصة، يكون الملك دومًا «على رأس عمله». إن مصطلحات مقام الدولة، والتاج، والتاج الأحق لكندا، وصاحب/صاحبة الجلالة في كندا، وكل المصطلحات المشابهة مرادفة لمصطلح الملك/الملكة، ويشار أحيانًا إلى الشخصية الملكية المعنوية ببساطة باسم كندا. 